# Bažant mandžuský

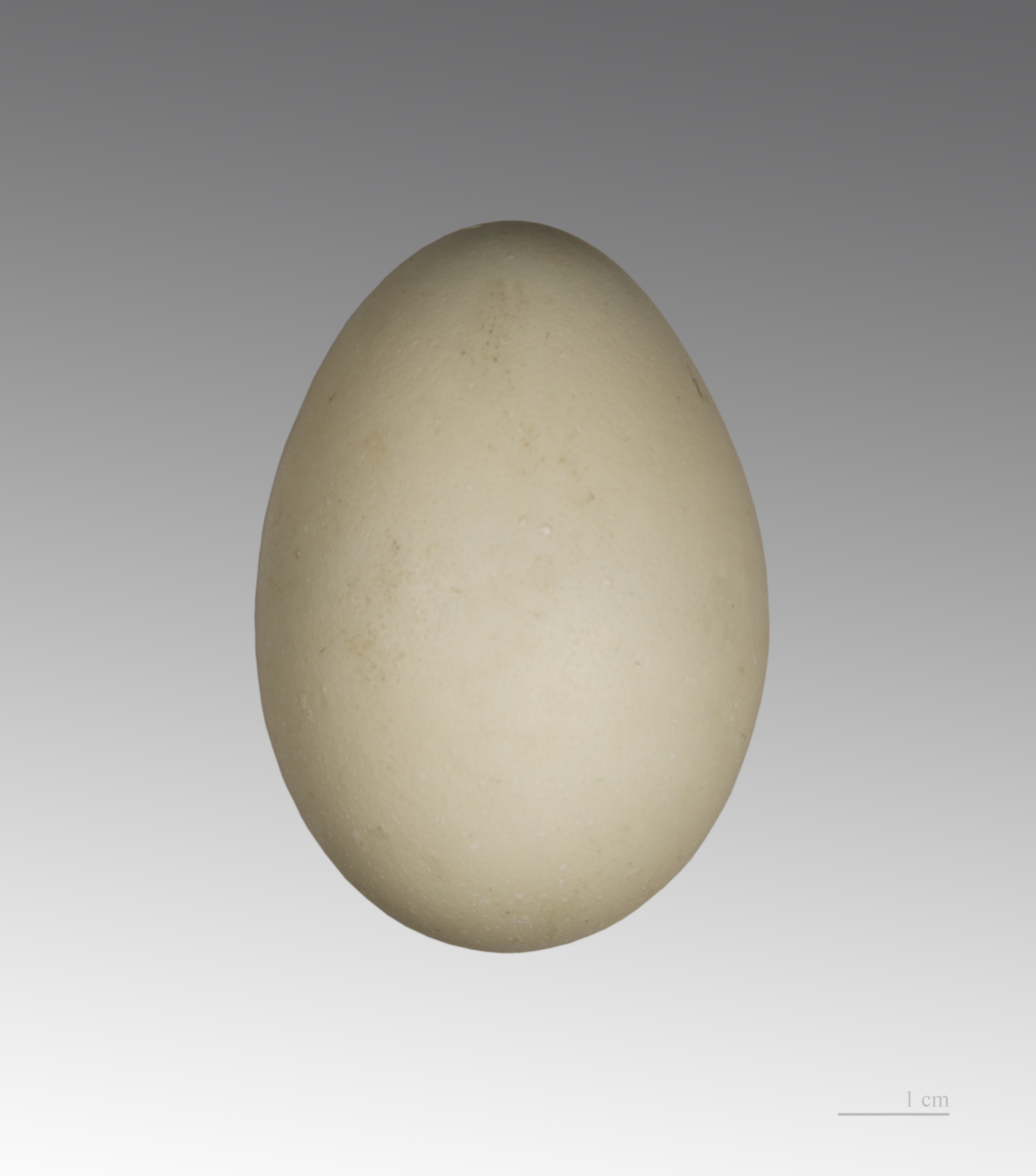
Crossoptilon mantchuricum

Bažant mandžuský (Crossoptilon mantchuricum) je statný druh bažanta, který žije v severní Číně a v Pákistánu. Dříve byl nazýván bažant ušatý hnědý, později byl přejmenován na bažanta mandžuského. Samci tohoto druhu dorůstají délky až 100 cm, jsou téměř celí hnědí, bílá ocasní pera mají u bažantů neobvyklý tvar, a u hlavy má bílé "uši". Je to velmi vzácný druh bažanta. Slípky jsou většinou hnědě zbarvené.
Samec a vzácně i slípka tohoto druhu může být vůči cizím osobám velmi agresivní.
V českých zoologických zahradách nebývá moc často chován, v současnosti ho nechová žádná česká zoo.